# 渋谷鉱
渋谷 鉱（しぶたに こう（渋谷 鑛）、1954年6月28日 - ）は、日本の歯科医師・歯学者。日本大学松戸歯学部歯科麻酔・生体管理学講座教授。日本歯科医史学会理事長。

## 経歴
1979年に日本大学松戸歯学部卒業、以後同大学にて助手、講師、助教授を務め、1994年より歯科麻酔学教授。

1987年日本大学から歯学博士の学位を得る。論文の題は「全身麻酔の体温におよぼす影響 : : 特に深部体温について」。

## 著作
- 渋谷鑛 他 著、雨宮義弘、大沢昭義 編『Q＆A 患者の急変と救急処置』医歯薬出版〈歯界展望 別冊〉、1994年9月。
- 金子譲、渋谷鑛、嶋田淳、見崎徹 著、金子譲 編『歯科臨床と局所麻酔』医歯薬出版、1995年9月。ISBN 978-4-263-45301-8。
- 渋谷鉱 他 著、古屋英毅、上田裕、松浦英夫、金子譲、雨宮義弘、海野雅浩 編『歯科麻酔学』（第5版）医歯薬出版、1997年10月。ISBN 978-4-263-45385-8。
- 今村佳樹、渋谷鑛、山口秀紀、佐久間泰司、澁谷徹 著、見崎徹、別部智司 編『フローチャート式 歯科医のための 痛みの診断･治療マニュアル』監修 雨宮義弘、医歯薬出版、1999年9月。ISBN 978-4-263-45456-5。
- 渋谷鑛 他 著、古屋英毅、金子譲、海野雅浩、池本清海、福島和昭、城茂治 編『歯科麻酔学』（第6版）医歯薬出版、2003年4月。ISBN 978-4-263-45564-7。
- 見崎, 徹、伊東, 隆利、渋谷, 鑛 編『フローチャート式 歯科医のための救急処置マニュアル』医歯薬出版、2003年9月20日。ISBN 978-4-263-44158-9。
- 住友, 雅人、小谷, 順一郎、渋谷, 鑛 編『シナリオで学ぶ チュートリアル歯科麻酔』医歯薬出版、2007年4月25日。ISBN 978-4-263-45608-8。
- 見崎, 徹、伊東, 隆利、渋谷, 鑛 編『フローチャート式 歯科医のための救急処置マニュアル』（第2版）医歯薬出版、2008年9月10日。ISBN 978-4-263-44269-2。
- 和気, 裕之、天笠, 光雄、渋谷, 鑛 ほか 編『有病者歯科ポケットブック　全身疾患 vs 歯科治療』医歯薬出版、2009年3月1日。ISBN 978-4885101731。
- 渋谷鉱 他 著、林揚春、武田孝之 編『基本症例におけるIMPLANTS 臨床編』医歯薬出版、2009年9月25日。ISBN 978-4-263-44293-7。
- 石井拓男、渋谷鉱、西巻明彦『スタンダード歯科医学史』学建書院、2009年10月10日。ISBN 978-4-7624-0671-3。
- 『<改訂>全身管理と救急蘇生法　歯科衛生士版』監修 渋谷鉱、学際企画、2010年12月6日。ISBN 978-4906514779。
- 渋谷鑛 他 著、福島, 和昭、原田, 純; 嶋田, 昌彦 ほか 編『歯科麻酔学』（第7版）医歯薬出版、2011年3月25日。ISBN 978-4-263-45642-2。

## 所属団体
- 日本歯科医学会 元評議員[3]
- 日本歯科医史学会 理事長[2]
- 日本歯科麻酔学会 元理事[6]・専門医[7]
- 日本有病者歯科医療学会 理事[8]・指導医[9]
- 日本歯科薬物療法学会 評議員[10]
- 日本麻酔・薬理学会 理事
- 日本医史学会 評議員[3]
- 日本麻酔科学会
- 日本臨床麻酔学会
- 日本東洋医学会